# Armita Golkar
Armita Törngren Golkar, född 26 februari 1983 i Iran, är en svensk forskare och docent i psykologi.
Armita Golkar disputerade 2013 på Karolinska institutet på en avhandling om emotionell inlärning och minne. Kort därefter erhöll hon ett internationellt postdokstipendium från Vetenskapsrådet för sitt projekt Radera ut rädsla genom social inlärning. Projektet drev hon tillsammans med forskare vid Universitetet i Amsterdam.  Hon tilldelades 2015 priset till framstående yngre forskare i psykologi, som delas ut av Svenska nationalkommittén för psykologi vid Kungliga Vetenskapsakademien.  Sedan 2019 är hon anställd på Psykologiska institutionen vid Stockholms Universitet. 2021 blev hon antagen till Wallenberg Academy Fellows, ett karriärprogram för Sveriges mest lovande unga forskare 
Armita Golkar är även vetenskapskommunikatör. Hon har bland annat haft sin egen performance om rädsla på Kungliga Dramatiska Teatern i Stockholm hösten 2018, medverkat i Breaking News på Kanal 5 och Fråga Lund på Sveriges Television.

### Fotnoter
1. ↑  ”Armita Törngren Golkar - Sök Företag - SvD”. http://www.svd.se/naringsliv/sok-foretag/roleInfo.html?personId=10005484. Läst 5 oktober 2016.
2. 1 2 3  Aktuellt - Armita Golkar Arkiverad 6 oktober 2016 hämtat från the Wayback Machine. psykologiförbundet Läst 5 oktober 2016
3. ↑  Golkar, Armita (2013) (på engelska). Learning not to fear: extinction, erasure, and the recovery of fear memories. Stockholm. Libris 13893208
4. 1 2  ”Hallå där Armita Golkar, en av forskarna i Fråga Lund”. Arkiverad från originalet den 6 oktober 2016. https://web.archive.org/web/20161006055805/http://ki.se/nyheter/halla-dar-armita-golkar-en-av-forskarna-i-fraga-lund. Läst 5 oktober 2016.
5. ↑  ”Nationalkommittén för psykologi: Pris till yngre forskare 2015: Armita Golkar”. sncfp.psychology.su.se. Arkiverad från originalet den 9 oktober 2016. https://web.archive.org/web/20161009113716/http://sncfp.psychology.su.se/pris/golkar.html. Läst 6 oktober 2016.
6. ↑  ”Armita Törngren Golkar - Stockholms universitet”. www.su.se. https://www.su.se/profiles/argo2873-1.335921. Läst 23 februari 2022.
7. ↑  Linda Granback (18 augusti 2016). ””Ett socialt monster är beroende av att lägga ut bilder””. Svenska Dagbladet. https://www.svd.se/ett-socialt-monster-ar-beroende-av-att-lagga-ut-bilder.